# Polo Corbella
Eduardo Corbella (Buenos Aires, 9 de mayo de 1948-ibídem, 11 de mayo de 2001), más conocido como Polo Corbella, fue un baterista de rock argentino. Integró muchos de los grupos más importantes del rock nacional entre ellos Bubu, Los Abuelos de la Nada y Los Twist.

## Biografía
Eduardo Corbella nació el 9 de mayo de 1948. Era un músico experimentado que participó en algunas formaciones de la legendaria "La Cueva"; donde fue baterista de los "Pick-Ups".
Después de varios años de inactividad, volvería a los escenarios con Bubu, una banda de rock sinfónico, que a mediados de la década del setenta estaba liderada por Miguel Zavaleta. Posteriormente participó en diversas formaciones hasta 1980, año en donde se incorporó a Destroyer, grupo formado por Willy Quiroga tras la separación de Vox Dei.
Al poco tiempo ingresó a Los Abuelos de la Nada; en donde permaneció hasta 1987 cuando fue reemplazado por Pato Loza, integró agrupaciones como Los Twist junto con Pipo Cipolatti y Daniel Melingo. En el año 1985 acompañó a la cantante Fabiana Cantilo en su disco como solista Detectives. Viajó a España, donde participó como músico invitado de bandas y solistas del país.
A su regreso en los años 1990, tocó con María Rosa Yorio, Raúl Porchetto y Miguel Mateos. Nuevamente instalado en Argentina, en 1997 junto con el hijo del fallecido cantante Miguel Abuelo; Gato Azul Peralta, lo llamó para integrar la nueva versión de Los Abuelos. Se presentaron en algunos lugares y prepararon un disco para editar. Pero los problemas legales hicieron la frustración de los nuevos Abuelos. Este disco contaba por primera vez con temas de Corbella.
El 11 de mayo de 2001, Polo Corbella falleció a los 53 años de edad, producto de una fuerte neumonía. Sus restos fueron inhumados en el panteón de Sadaic y luego trasladado al cementerio de la Chacarita.

## Discografía
Con Bubu
- Anabelas (1978)

Con Los Abuelos de la Nada
- Los Abuelos de la Nada (1982)
- Vasos y besos (1983)
- Himno de mi corazón (1984)
- Los Abuelos en el Ópera (1985)
- Cosas mías (1986)

Con Los Twist
- La dicha en movimiento (1983)

Con Fabiana Cantilo
- Detectives (1985)